# 广州骑楼

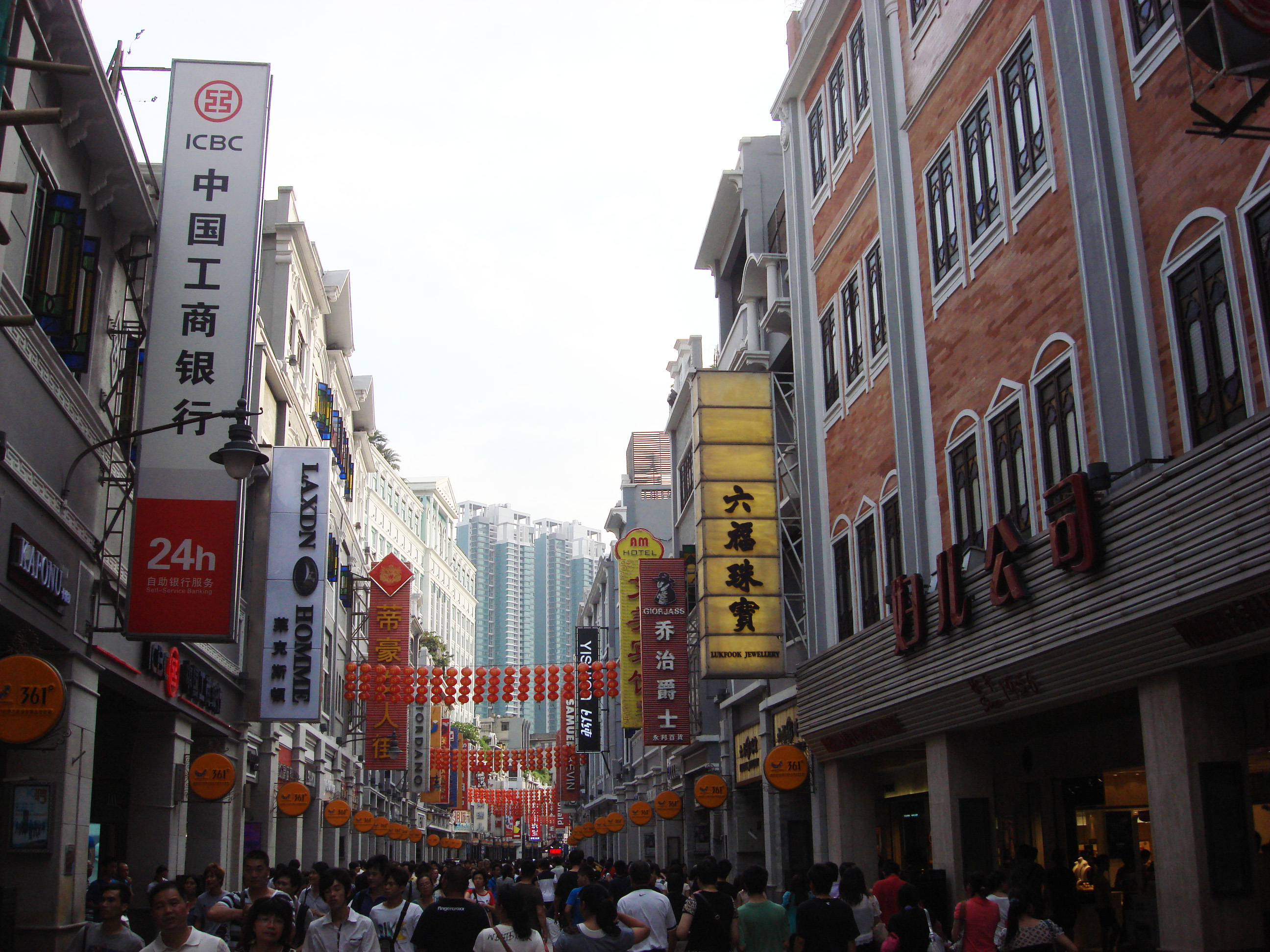
广州上下九路的骑楼。

广州骑楼由二十世纪初开始出现，形式多样，保存完整，是粤派骑楼的代表。广州骑楼的特点是把门廊扩大串通成沿街廊道。廊道上面是骑楼，下面一边向街敞开，另一边是店面橱窗，顾客可以沿走廊自由选购商品，楼上一般住人。骑楼街可以避风雨、防日晒，特别适应岭南亚热带气候，骑楼内的店铺可以借用柱廊空间，便于敞开铺面、陈列商品以招徕顾客。广州骑楼建筑在第十甫路、上下九路、中山路、解放路、人民南路、一德路等商业街道较为集中，而西濠口一带的骑楼最为壮观。新亚大酒店、南方大厦、爱群大酒店等为广州初期骑楼建筑中的代表。

## 特色

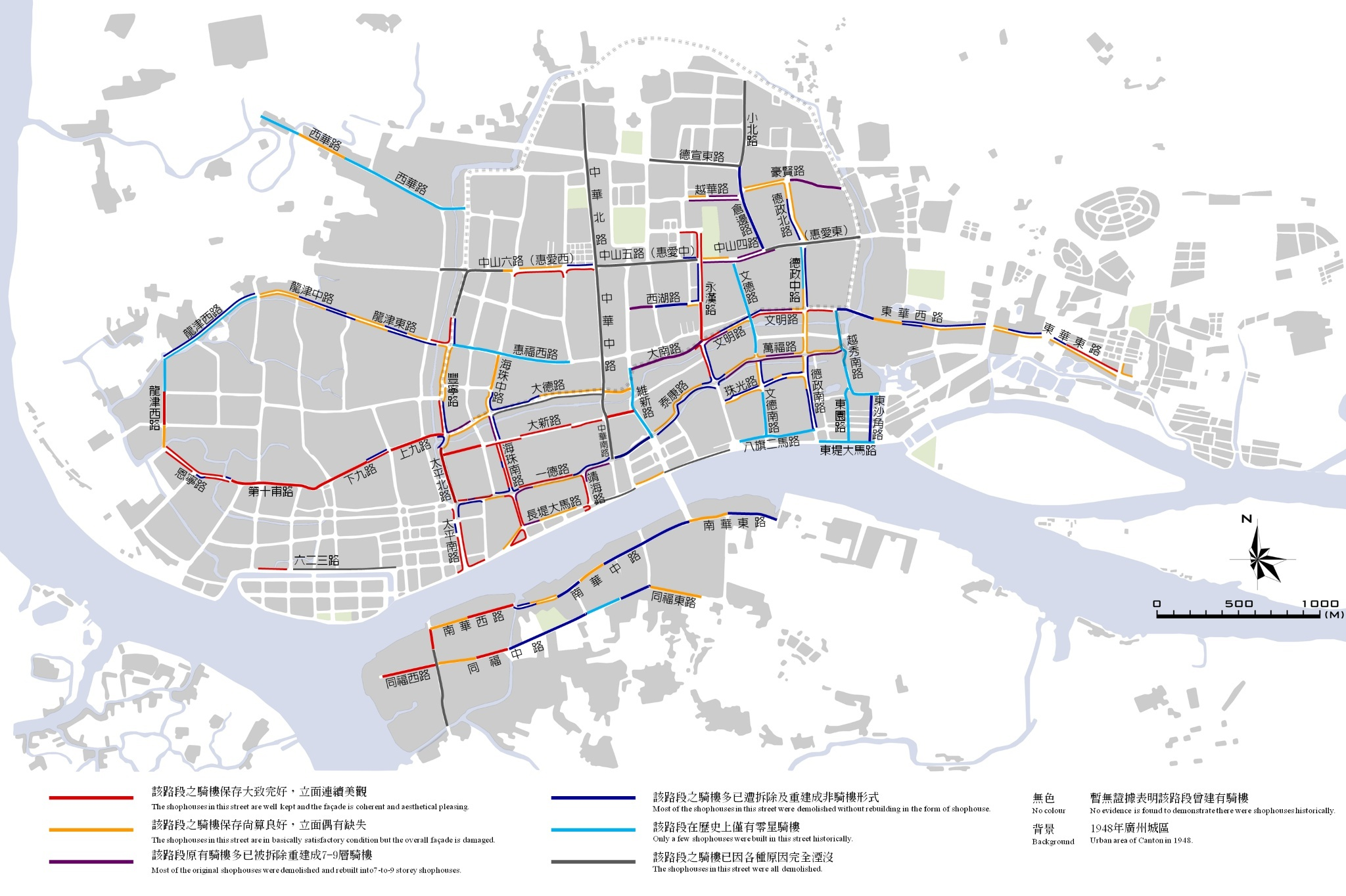
廣州騎樓保留現狀（2014年）示意圖。

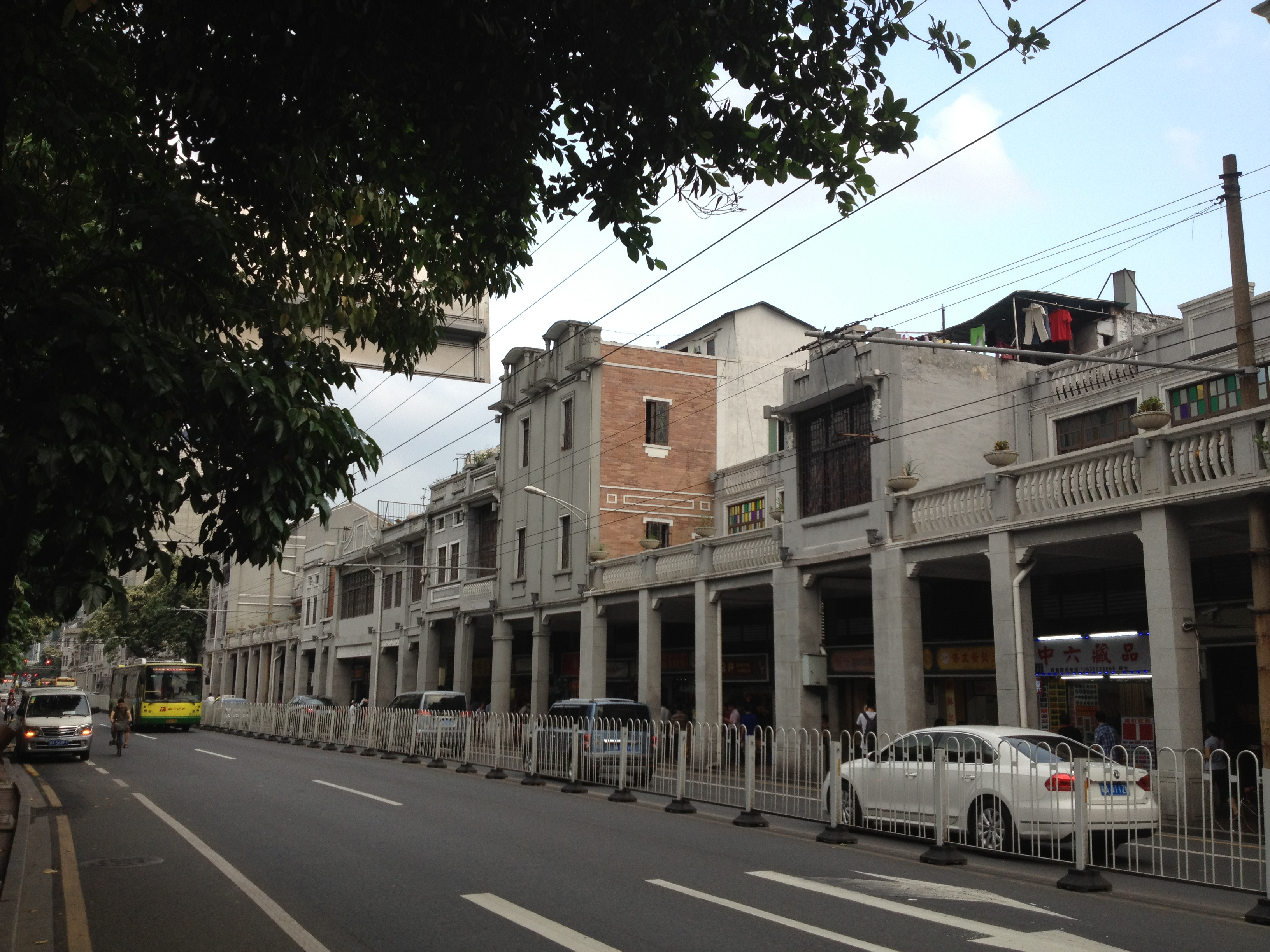
中山六路的騎樓。

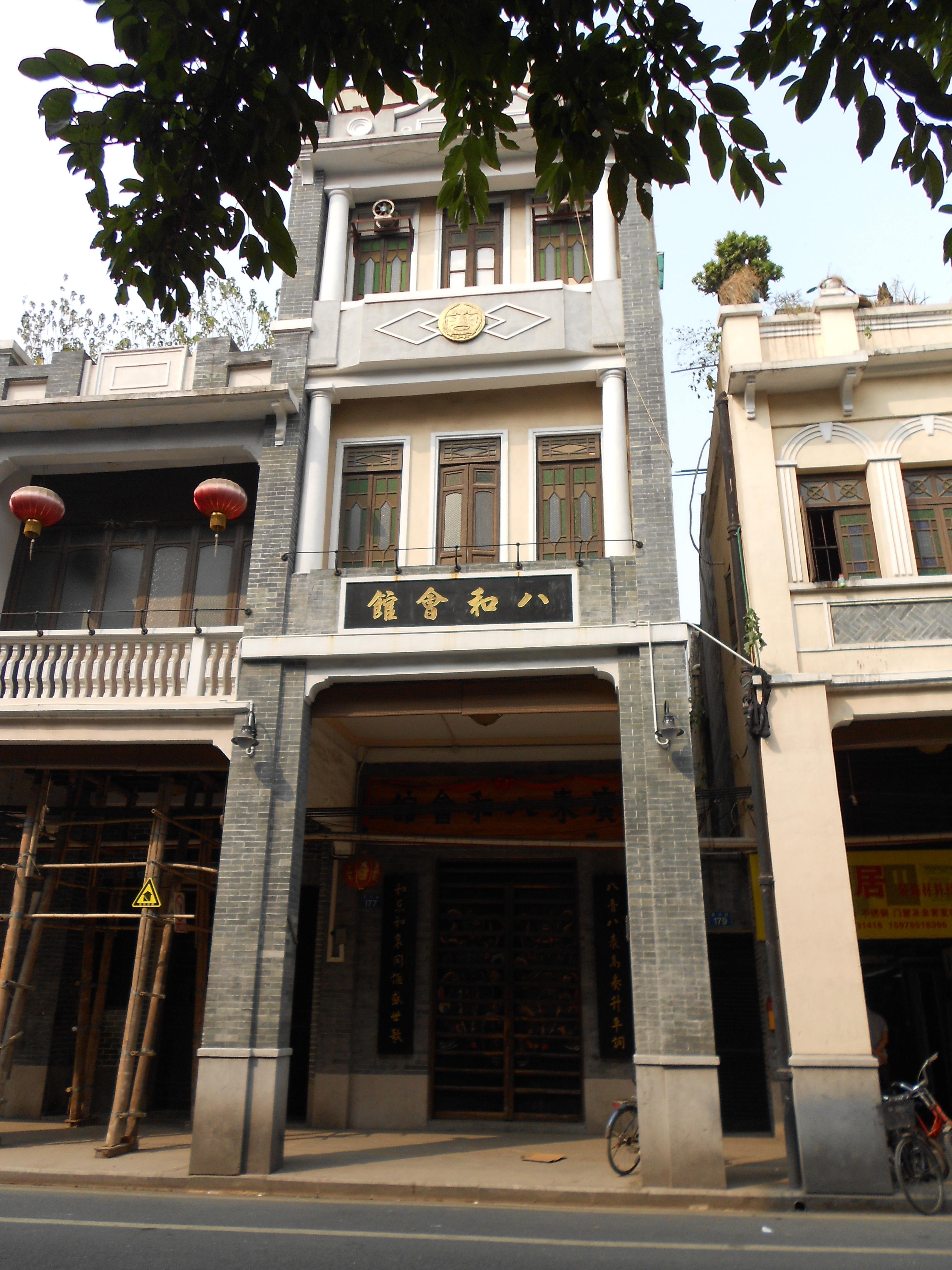
西關恩寧路的騎樓，圖爲廣東八和會館。

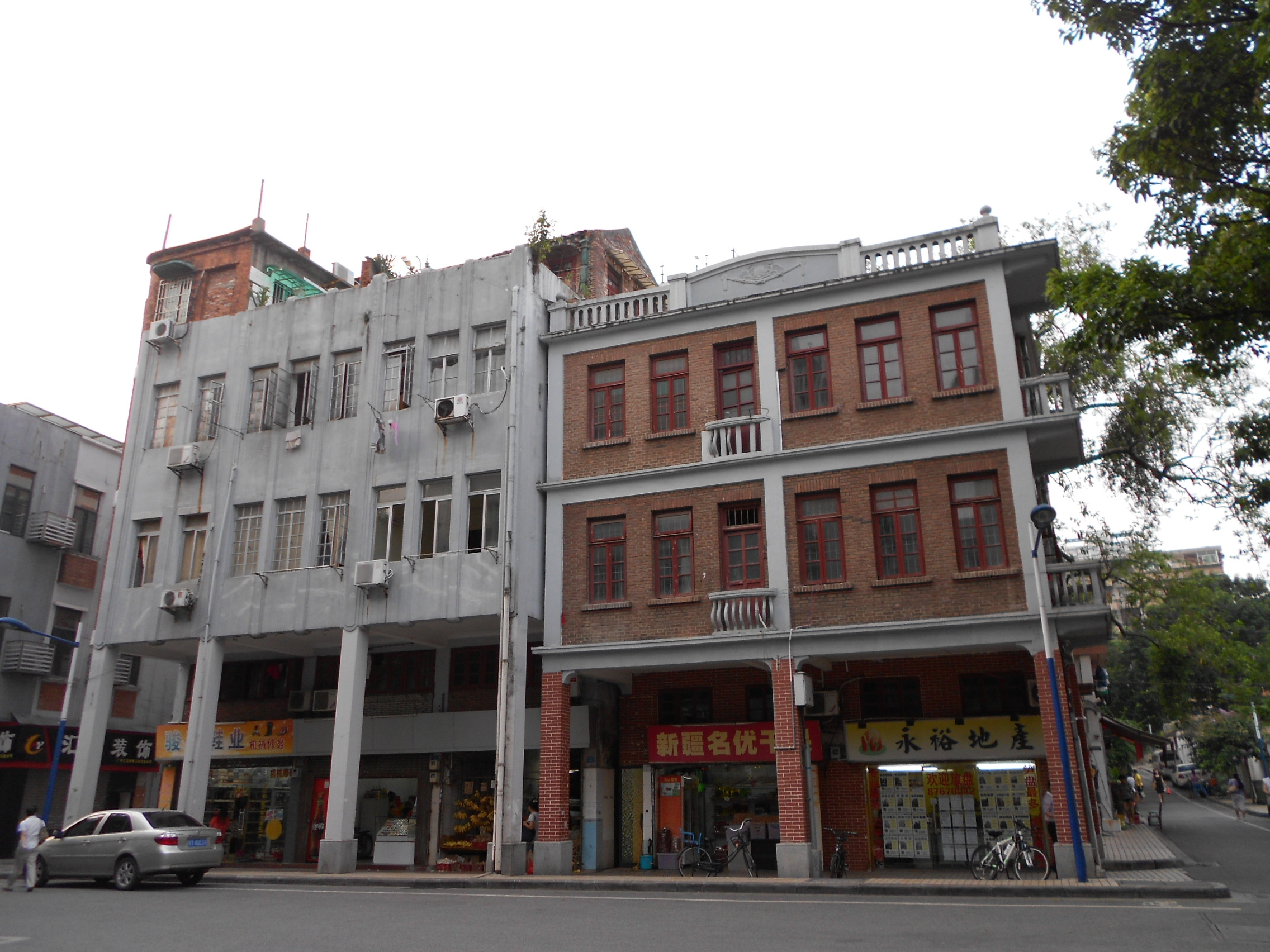
東山光東前街的騎樓。

广州骑楼的结构共分三段：下段为约宽为4米的走廊列柱、中段为楼层、上段为檐口或山花；沿街的一面在各层窗台以下的墙面或檐口窗楣处大多都有丰富的装饰花纹或浅浮雕。依建筑风格，广州骑楼又可分为西关骑楼和东山骑楼两个流派。
西关骑楼是早期骑楼的代表，外观主要采取巴洛克风格的装饰，山花和楼身的设计大多直接具有古罗马的装饰特征，如罗马柱、卷曲花纹等，但也融入了中国传统建筑的元素，比如墙体多是中式清水砖材料。其中最具中式建筑特色的是在西关大屋中常见的满洲窗———由一块块细小的彩色玻璃组合而成的方形窗。顶部的山花挑檐也做成中国特色的柔和的拱形顶。
东山骑楼形成年代比西关骑楼略晚，更趋于现代化，也更加简洁。比如说罗马柱变为简单的方柱、圆柱，细石米墙代替了清水砖墙，几何图案增多等等。山花挑檐是东山骑楼最为独特之处，在正面墙挑出拱形雨篷，美观而且实用。
各种风格的骑楼有：
- 仿哥特式 例子：爱群大酒店、北京路新华书店。
- 南洋式 例子：文明路186号。
- 古罗马券廊式 例子：新华大酒店。
- 仿巴洛克式 例子：万福路114号。
- 中国传统式 例子：德政南路139号，在南华路、同福路、万福路、德政路、广州起义路等也有少数剩余。
- 现代式 现代式骑楼大多建于二十世纪80年代以后，在各个方面都与传统的骑楼有很大差别，显得简洁明快、趋于实用主义。

廣州騎樓是規劃發展的產物，而特點在於每條騎樓街、每棟騎樓都非千篇一律，特別是水刷石裝飾各不相同。騎樓寬高比、寬深比都符合黃金分割律。騎樓的高度、深度和馬路寬度也是相對應的，例如人民路是市內最寬的馬路，其兩邊騎樓的高度、深度也同樣最高最深。

## 緣起與發展

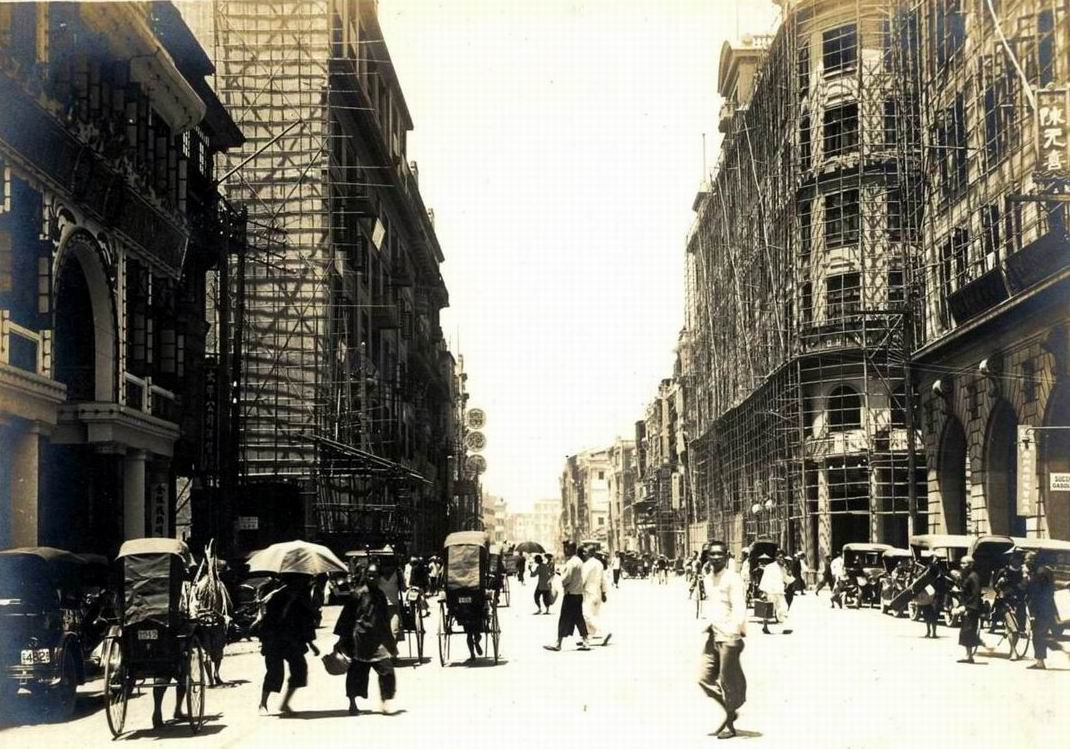
民國時期的太平路（人民南路）。

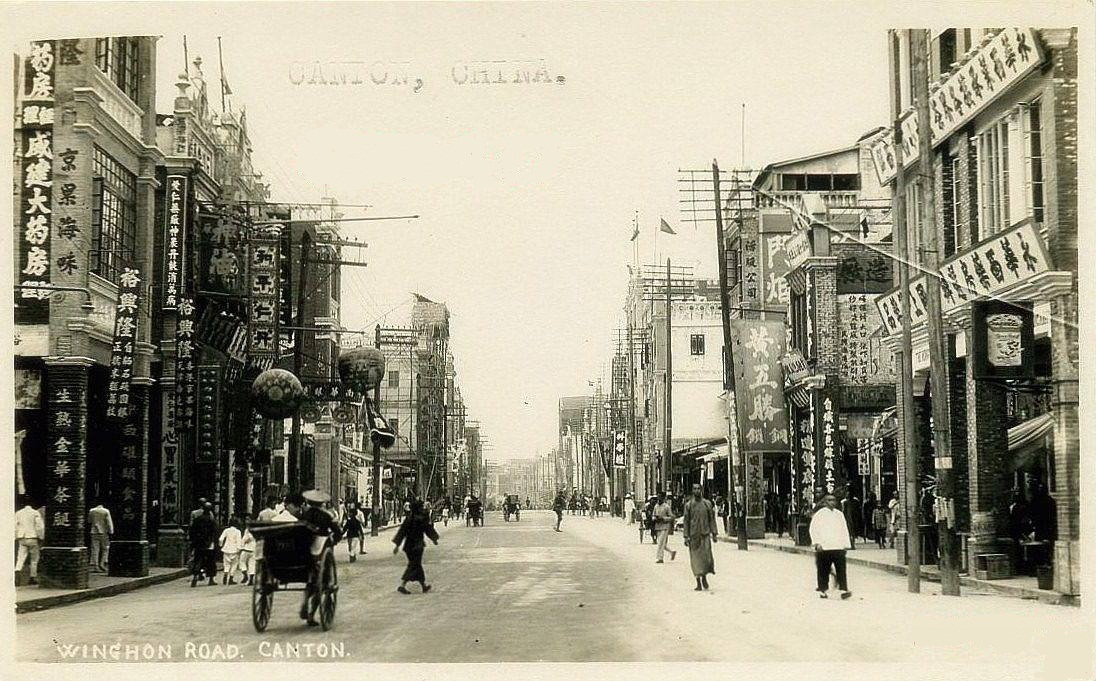
民國時期的永漢路（北京路）。

关于广州骑楼的来源，学界主要有两种说法，一种认为骑楼是越族先民“干栏”建筑的遗韵，根据岭南地区湿热多雨的气候，结合商业经营的需要发展而来。另一种说法认为骑楼是广东人将西方建筑和岭南建筑结合的产物。更有观点认为，“广州“十三行”的商业建筑已经可以说是近代骑楼建筑的雏型，广州是中国近代骑楼街的发祥地”。广州骑楼作为广州的一个符号，充分地体现了广州的商城特色。
骑楼被作为正式的名称，最早出现在1923年国民政府为治理广州市所颁布的《取缔建筑章程和施行细则》中细则的第十四、十五条款中，被称作“有脚骑楼”。在1931年《修正取缔建筑章程》中，将“有脚骑楼”简化为“骑楼”。
1918年，广州设立市政公所，拆城墙、扩马路，对市容进行大规模改造。当时为了充分运用马路空间，同时又针对广州湿热多雨的气候特征，在马路两旁搭建起两三层的砖木混合结构的骑楼式楼房，当时较为现代化的建筑西堤大新公司、城內大新公司等，也采用了骑楼式的建筑结构。骑楼形成了广州街景的主格局。
二十世纪二三十年代，广州的商业骑楼街已具有相当的规模和特色，商业繁华地段逐步形成了骑楼街风貌，如永汉路（今北京路）、太平南（今人民南）、惠爱路（今中山四路）以及长堤等。
中华人民共和国成立后至二十世纪七十年代，广州城市建设速度緩慢，城市基本维持旧有格局，商业发展受到政府严重限制，骑楼建设大大减少。这一时期建设的骑楼街主要有越华路和豪贤路。这个时期的骑楼街建筑在体量、风格和街道功能方面都与上世纪20至40年代的骑楼街有明显差异：沿街建筑多为住宅，首层为商店，商业功能较弱，服务范围仅限于街坊；建筑多为7—9层（22—30米），街道空间更为狭窄压抑；建筑保留了骑楼的形式，但以现代主义建筑风格取代了传统骑楼的“洋式店面”，立面基本无装饰，沿街建筑整齐划一，街道景观比较单一。
上世纪七十年代末改革開放以来，广州市经济迅猛发展，城市不断扩张，交通量大大增加，舊城区面临着大规模的旧城改造和基础设施改造。这一时期广州基本没有兴建新的完整的骑楼街，而是在一些原有骑楼街的更新改造过程中拆除旧骑楼，建设新骑楼。但由于不是整条街道实施整体改造，在一些路段形成了新老骑楼交错并列的景象，如万福路、大南路、龙津路、长堤大马路等。此外，舊城区道路的拓宽改造也对一些骑楼街造成了破坏，如人民路高架桥的建设对人民中路、人民南路骑楼街风貌的影响；解放路、中山路拓宽和人民桥、内环路的建设清拆了解放路、中山五路、中山六路、六二三路和洪德路的传统骑楼街。

## 存續的變遷

### 广州

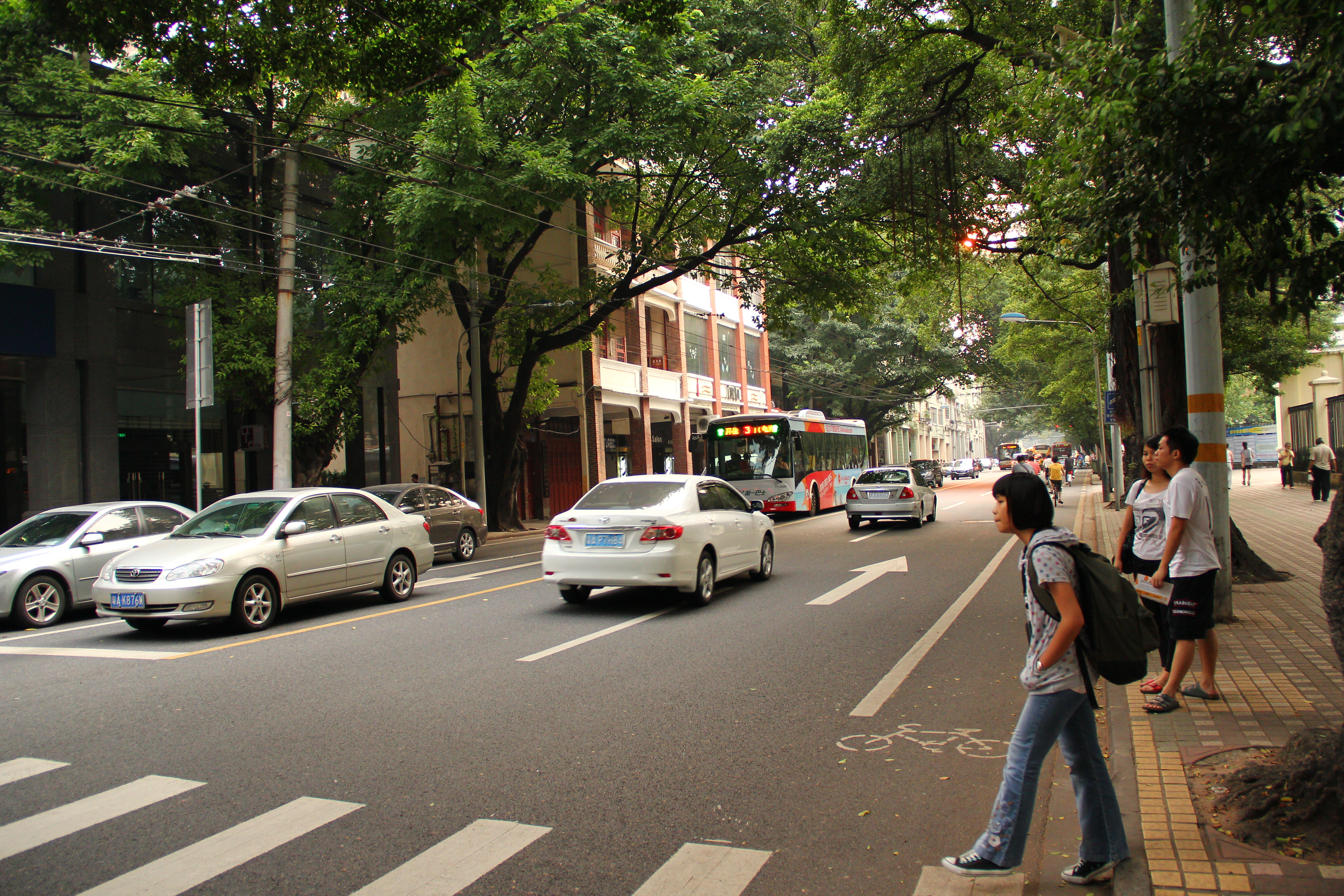
文明路越秀南路路口。

从二十世纪90年代起，广州骑楼面臨大規模拆除的厄运。1990年代初，广州沿中山路建造地铁一号线，引入开发商沿线发展物业以籌集資金，骑楼成为工程阻碍而开始被清拆。典型事件是六二三路、中山路、人民路、解放路等骑楼街的清拆和破坏。
在興建地鐵一號綫時，有建築專家認為地鐵不應該從中山路這一最重要的傳統街道通過，地鐵選址要充分論證。但官員堅持地鐵必須貫穿重要商業街道。地鐵開通的當年，有建築專家在一個「保護歷史文化名城」的會議上直言，再如此下去拆掉歷史建築，歷史文化名城就很難保了。而有廣州市人民政府主要官員就對此反駁，稱「這些破房子沒什麼價值」。為了在六二三路興建內環路，原本完整的騎樓街和「藍鳥冰室」等眾多老字號在一個星期內就被當局完全拆毀，是中國大陸拆遷速度最快的工程。廣州大學建築與城市規劃學院教授湯國華稱「這是一個恥辱」。而周恩來曾說過「要好好保護六二三路」。
二十世纪九十年代末期，广州骑楼作为岭南建筑文化特色受到关注，保护广州骑楼的呼声开始响起。1998年6月12日通过的《广州历史文化名城保护条例》提出：“在名城内，文物古迹比较集中的区域，或比较完整地体现某一历史时期传统风貌或民族地方特色的街区、建筑群、镇、村寨、风景名胜，应当划定为历史文化保护区”。2000年12月13日，广州市人民政府以穗府(2000)55号文颁布的《关于公布广州市第一批历史文化保护区的通知》，将广州市荔湾区上下九路至第十甫路列入广州市第一批历史文化保护区名单。2001年广州市城市总体规划中指明“加强历史旧城区传统城市风貌格局、西关大屋、沙面及特色骑楼街的保护。划定历史文化保护区、历史风貌保护区及缓冲区，针对不同情况分别提出保护对策。” 《广州市历史文化名城保护规划》明确规定，对“具有南方建筑特色的骑楼建筑街，城市建筑规划予以保护，改建时应按骑楼建设”。
《广州市城市规划审批技术标准与准则》中第7节对各种骑楼建筑的保护、更新、改造和新建作出了明确规定。
广州市区内现存的骑楼街总计有36条，长度达20多公里，集中分布在老街区约10平方公里的范围内，如荔湾区的人民路、上下九、第十甫路、恩宁路、龙津路、长堤；东山区的文明路、豪贤路、文德路、东华东路和东华西路；越秀区的北京路、大南路、一德路、起义路、海珠路等。此外，海珠区的同福路、南华东、南华中、南华西也有一部分。
《广州市骑楼街保护与开发规划》将广州市现存骑楼划分为三大片区，即广州市骑楼街保护和开发的总体格局：以人民南—长堤一带市级商业中心为核心的“骑楼风貌区”；以第十甫路—上下九一带市级商业中心为核心的“西片骑楼街区”；以北京路—中山路一带市级商业中心为核心的“东片骑楼街区”。然后分为“核心保护段”、“重点改造段”、“风貌协调段”及“建设开发段”4种类型，不同类型将采取不同的保护、改造方针和措施。

### 香港

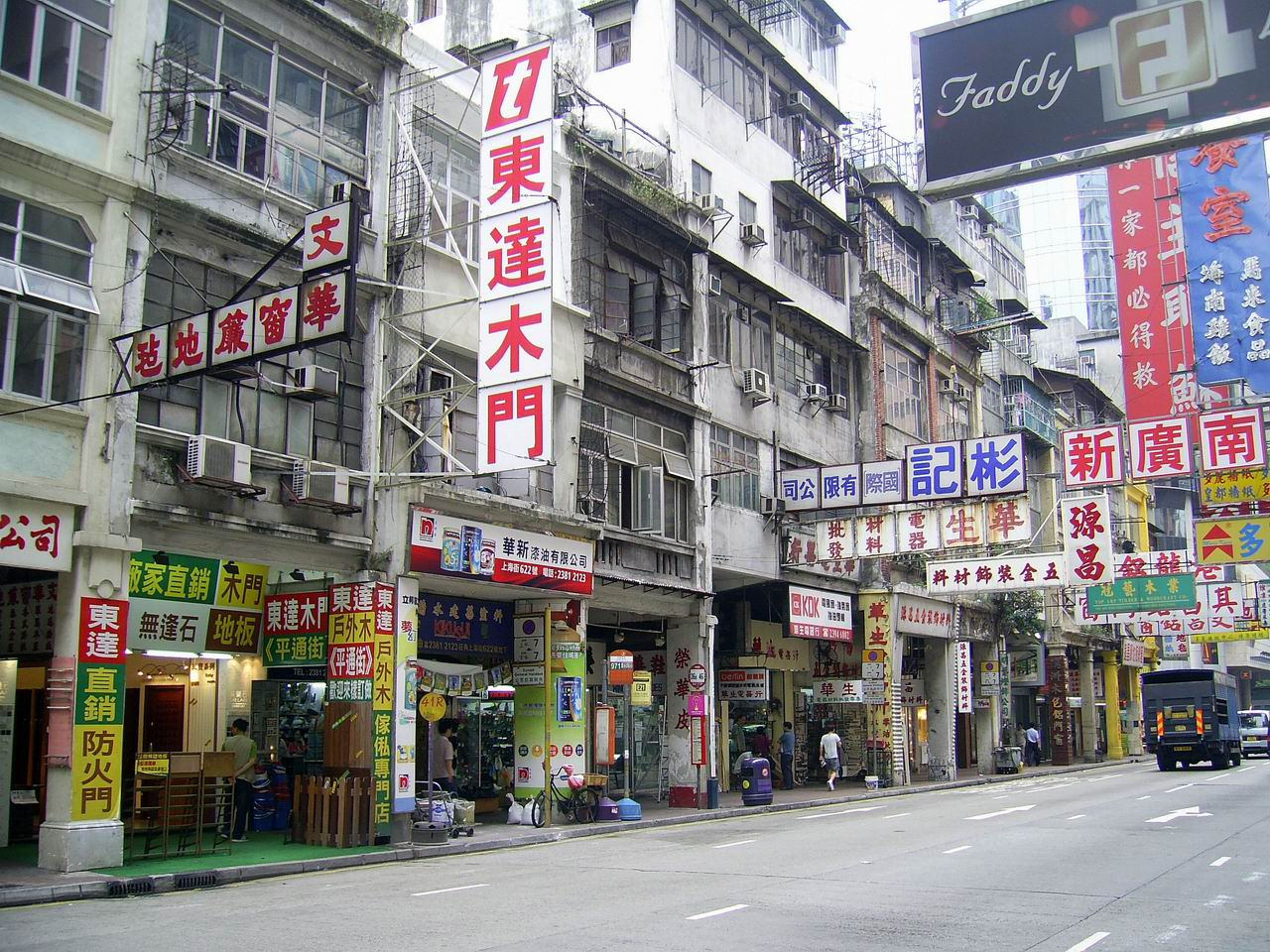
位於旺角上海街一列戰前廣州式騎樓建築

#### 旺角
廣州式騎樓建築見證了香港的歷史和文化風貌，在市建局的行動區範圍內及其周邊地區，共有73幢戰前廣州式騎樓建築，其中7幢位於重建項目範圍內，已經獲得保育；另10幢獲古物諮詢委員會列為一級歷史建築，亦已納入保育策略內。餘下56幢廣州式騎樓建築，大部分均不屬於獲評級的歷史建築；市建局委託專家作的研究後，10幢廣州式騎樓建築屬第1類別具有顯著文物價值、16幢屬第2類別具有高度文物價值、12幢屬第3類別具有中度文物價值和18幢屬第4類別文物價值不高。

#### 灣仔
市建局與嘉華國際合作的灣仔嘉薈軒，當中的商場「J Senses」位於莊士敦道60-66號，是由四幢歷史悠久相連陽臺長廊式的建築組成，包括建於1888年的「和昌大押」，原屬裕泰興創辦人羅肇唐，2003年由市建局以2,500多萬港元購入，作為文物保護項目。

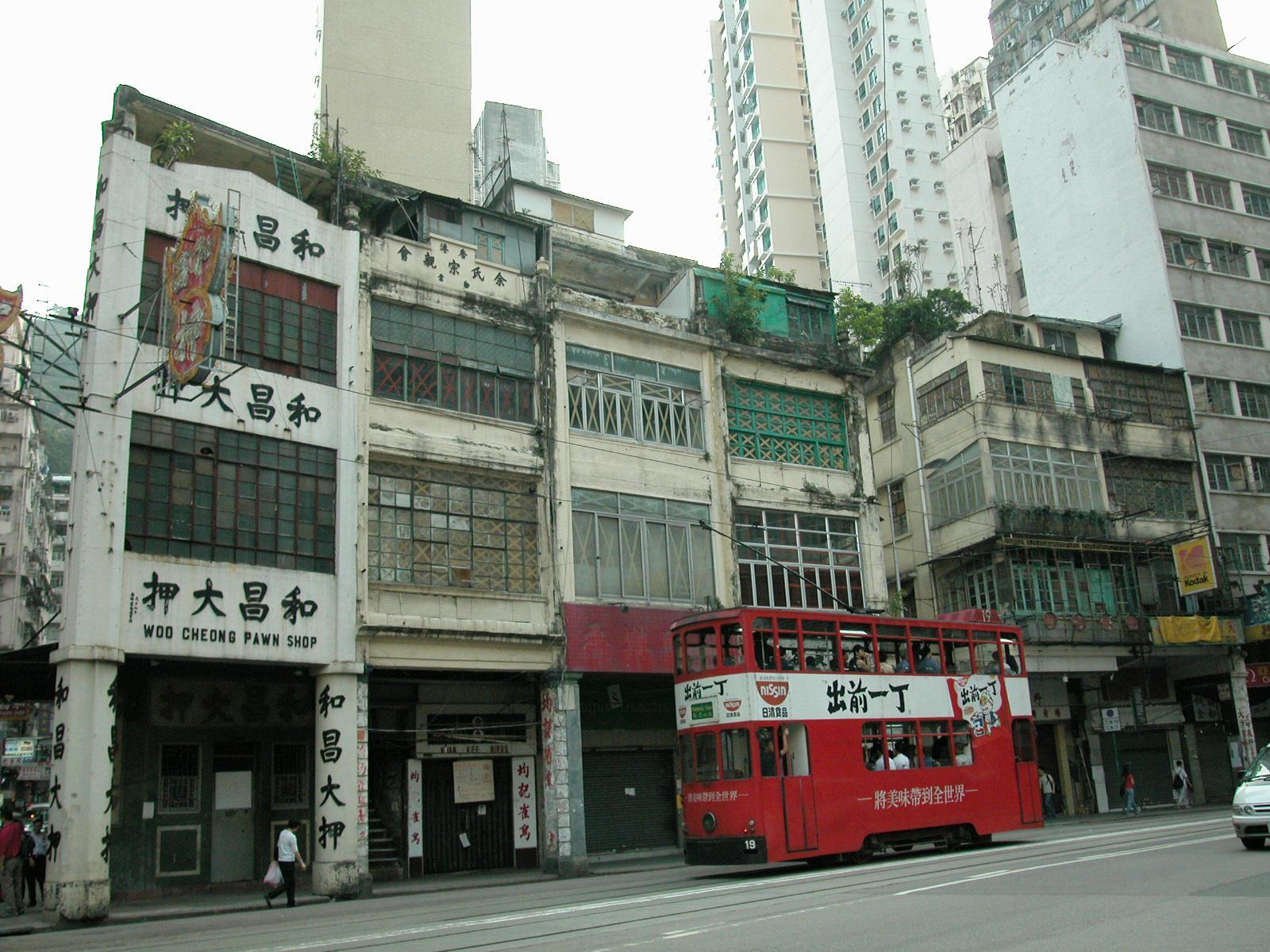
莊士敦道60-66號復修前原貌，骑楼被密封以增加室內面積
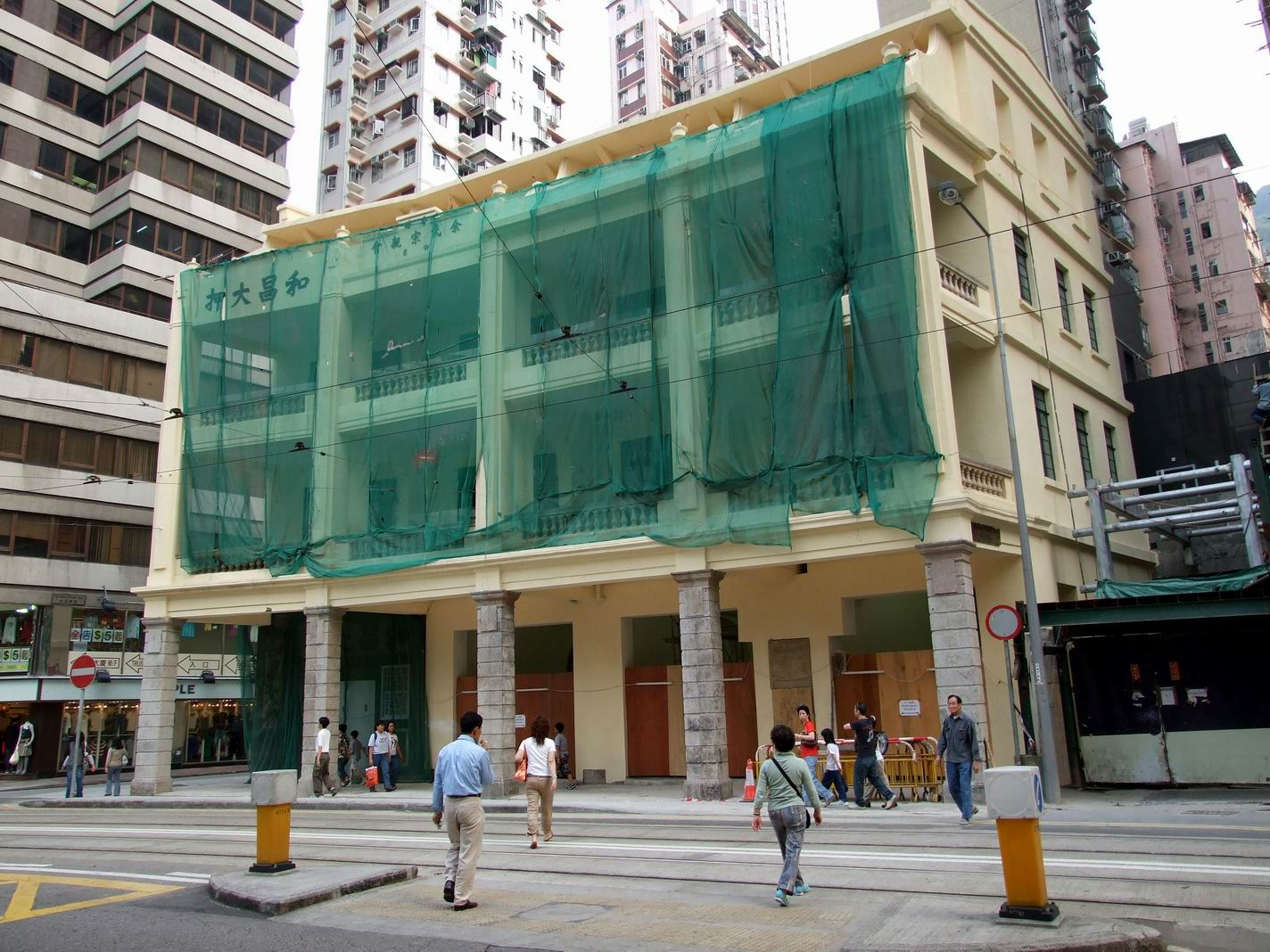
復修接近完成，「和昌大押」前的圓柱拆除後期加上表層回復方柱原貌
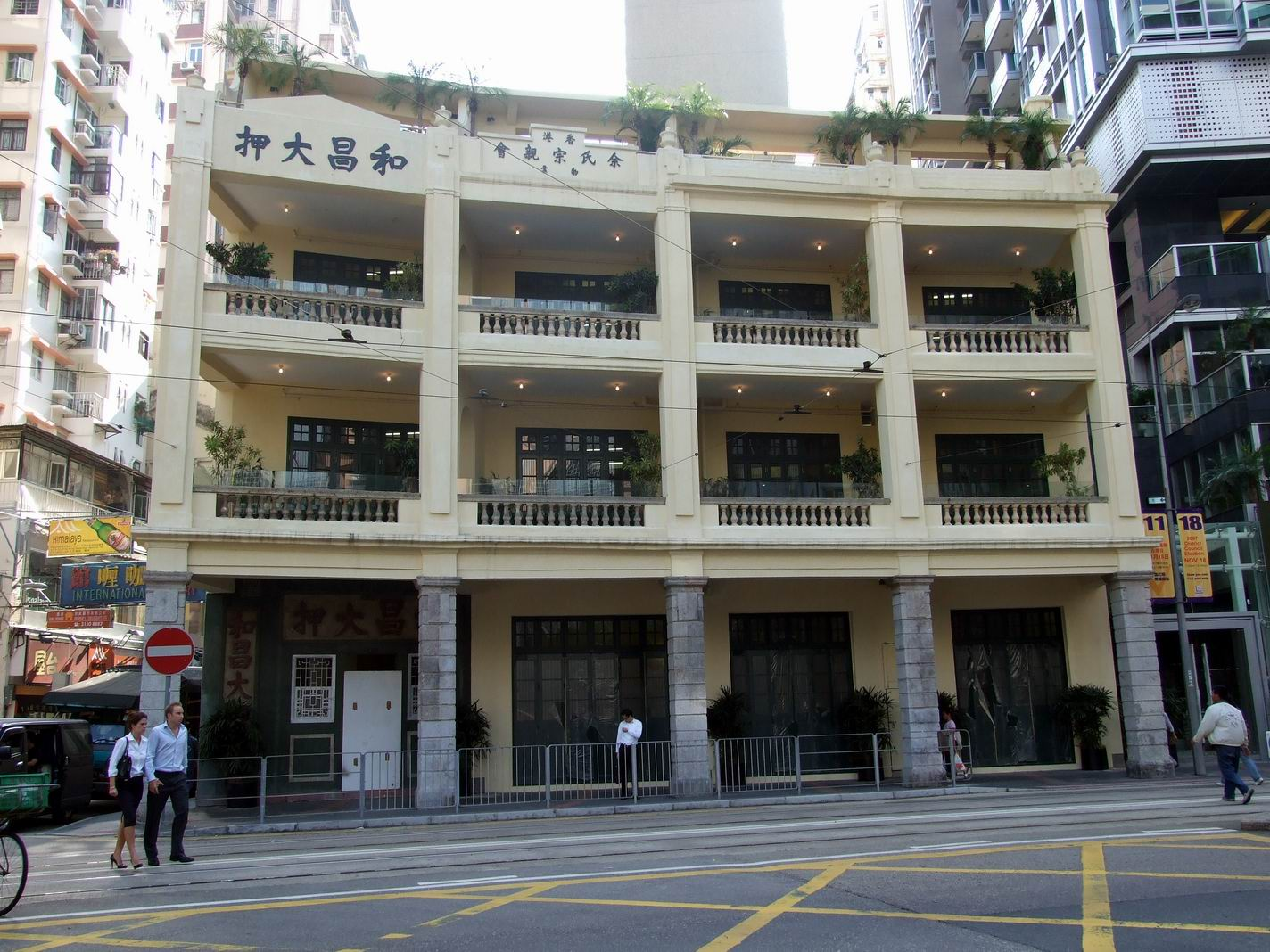
復修後成為商場「J Senses」